# ТВ-28 «Данилів»
28-й (Холмський) Тактичний відтинок «Данилів» (Холмщина) належав до Військової округи-6 «Сян», групи УПА-Захід. Командири: Ягода (Мар'ян Лукасевич), Прірва (Євген Штендера), Беркут (Володимир Сорочак).
- Холмський курінь «Вовки» — курінний «Ягода» (Лукасевич Мар'ян Прокопович), курінний «Прірва» (Штендера Євген), курінний «Беркут» (Сорочак Володимир Григорович)
  - Відд. 99 «Вовки-1» — сотенний «Крапка» (Михайло Курас), сотенний «Кропива» (Василь Колтонюк), сотенний «Громовий», сотенний Ярмола Василь «Яр»
  - Відд. 100 «Вовки-2» — сотенний «Багряний» (Євген Дацюк), сотенний «Лис» (Іван Шелева), сотенний «Дуда» (Янчук Євген)
  - Відд. ?? «Вовки-3» — сотенний «Зірка» (Володимир Сівак), сотенний «Гайда» (Євген Сівак), сотенний «Давид» (Степан Приступа)
  - Відд. 114 — сотенний «Чавс» (Краль Василь)[1]

?? Відділи: Галайда II, Кочовики.
Євген Штендера дає дещо відмінний перелік командирів куреня «Вовки»: «Неточно подано командирів відділів ТВ "Данилів", що в різний час були такі: "Вовки" І - "Крапка", після нього "Кропива", "Громовий" і "Яр"; "Вовки" ІІ - "Багряний", "Лис" і "Давид"; "Вовки" III - "Зірка", "Галайда" і "Дуда".»